# Parafia Wszystkich Świętych w Wieluniu
Parafia Wszystkich Świętych w Wieluniu – parafia Katolickiego Kościoła Narodowego w RP w Wieluniu.
Parafia erygowana 21 sierpnia 2016. Parafia posiada kaplicę (ul. Roosevelta 31), oraz przynależną do niej kancelarię parafialną.